# 早稲田停留場
早稲田停留場（わせだていりゅうじょう）は、東京都新宿区西早稲田一丁目にある、東京都交通局都電荒川線（東京さくらトラム）の停留場である。駅番号はSA 30。
新目白通り上に位置する、都電荒川線の終点。東京地下鉄（東京メトロ）東西線の早稲田駅は当停留場から南南東方面へ直線距離で約600メートル離れており、接続駅とはなっていない。

## 歴史
もともと東京市電気局（現・東京都交通局）によって開業した江戸川線が先に存在し、車庫も存在していた。そこに王子電気軌道が後から乗り入れた。後に王子電気軌道の路線も市電の一部となり、さらに江戸川線が廃止され現在に至る。

### 年表
- 1918年（大正7年）7月6日：東京市電江戸川線の江戸川橋 - 早稲田間開業と同時に開業。
- 1930年（昭和5年）3月30日：王子電気軌道が面影橋 - 早稲田間を開業。
- 1932年（昭和7年）1月17日：王子電気軌道の停留場が移設される。
- 1942年（昭和17年）2月1日：王子電気軌道を東京市が買収、東京市電早稲田線（現・荒川線）となる。
- 1949年（昭和24年）12月1日：江戸川線と早稲田線が接続。
- 1968年（昭和43年）9月29日：江戸川線廃止。早稲田車庫も同時に廃止され、跡地は都営バス早稲田営業所となった。

## 停留場構造
頭端式ホーム2面1線を有する地上駅。線路を挟むように南北にホームがあり、北側が降車専用、南側が乗車専用である。荒川線は当停留所構内で終端に向かって複線から単線に変わり、降車ホームは複線区間まで延長する形で設置されている。当停留所に到着した電車は降車終了後に乗車扱いを開始するが、この最中に後続電車が到着した場合、後続電車は複線区間に停車して降車扱いを行う。
| 乗車ホーム | 路線                            | 方向 | 行先         |
| ---------- | ------------------------------- | ---- | ------------ |
| 北側       | 都電荒川線 （東京さくらトラム） | -    | 降車専用     |
| 南側       | 都電荒川線 （東京さくらトラム） | 上り | 三ノ輪橋方面 |

- 新目白通りが拡張されるまでは家並みに囲まれた専用軌道上にあったが、道路拡張時に家屋の移転とともに、都電の線路も道路中央に軌道が位置するように移設されて現在の位置になっている。かつての軌道は高戸橋方面に向かう車道に変わった。

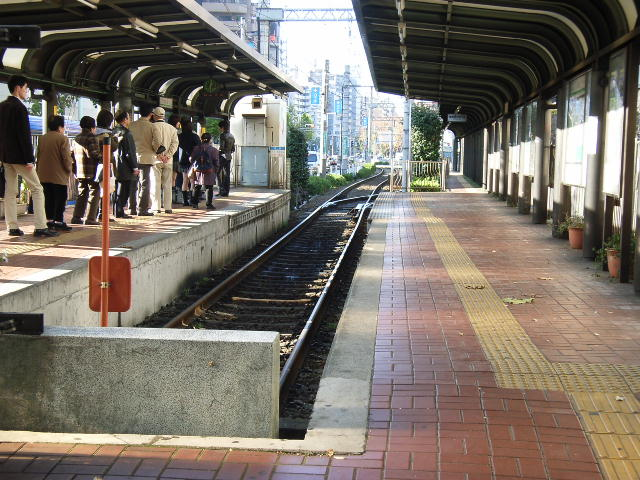
サイン類リニューアル前のホーム（2004年12月）
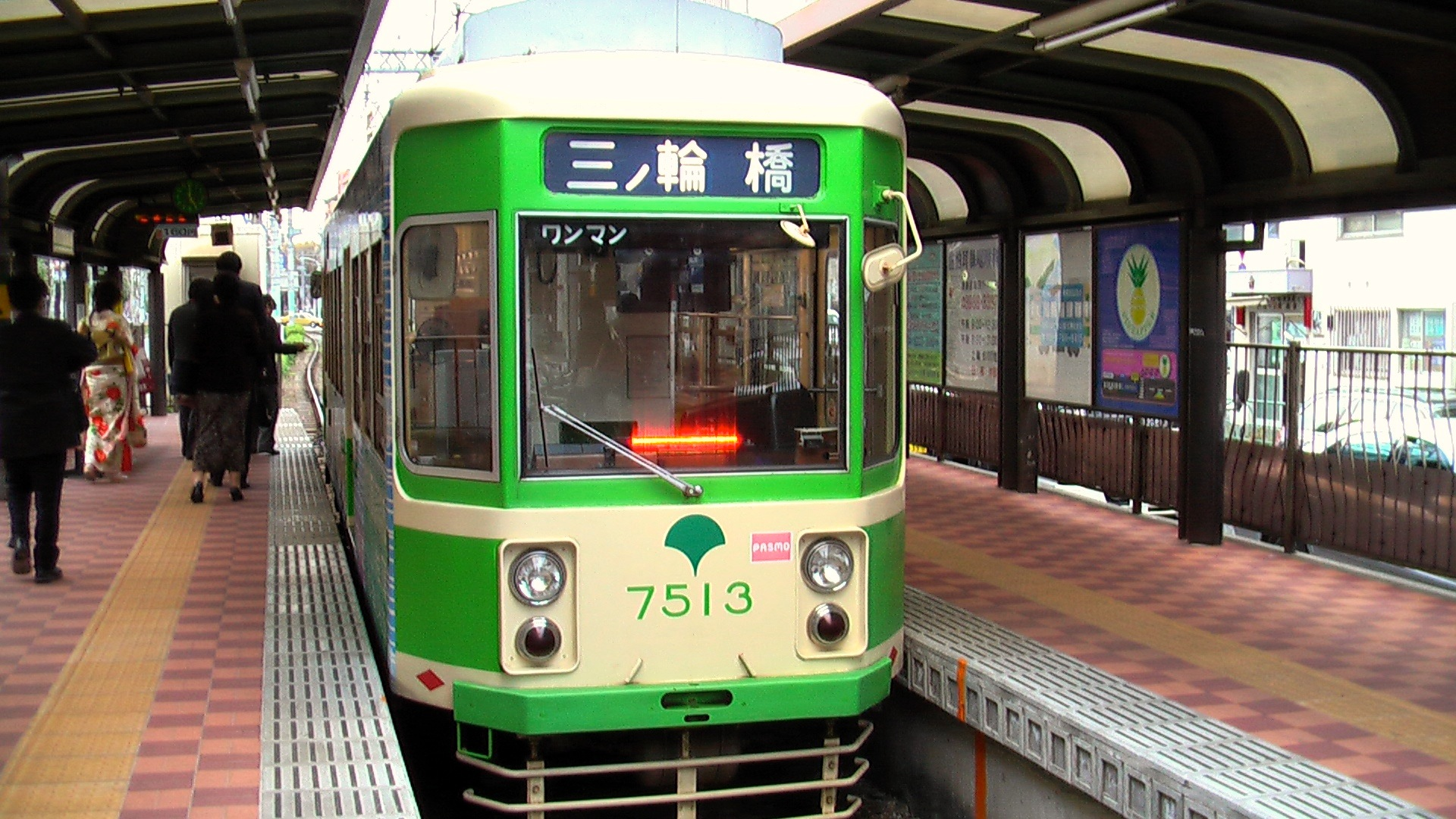
停車中の7500形電車（2008年3月）
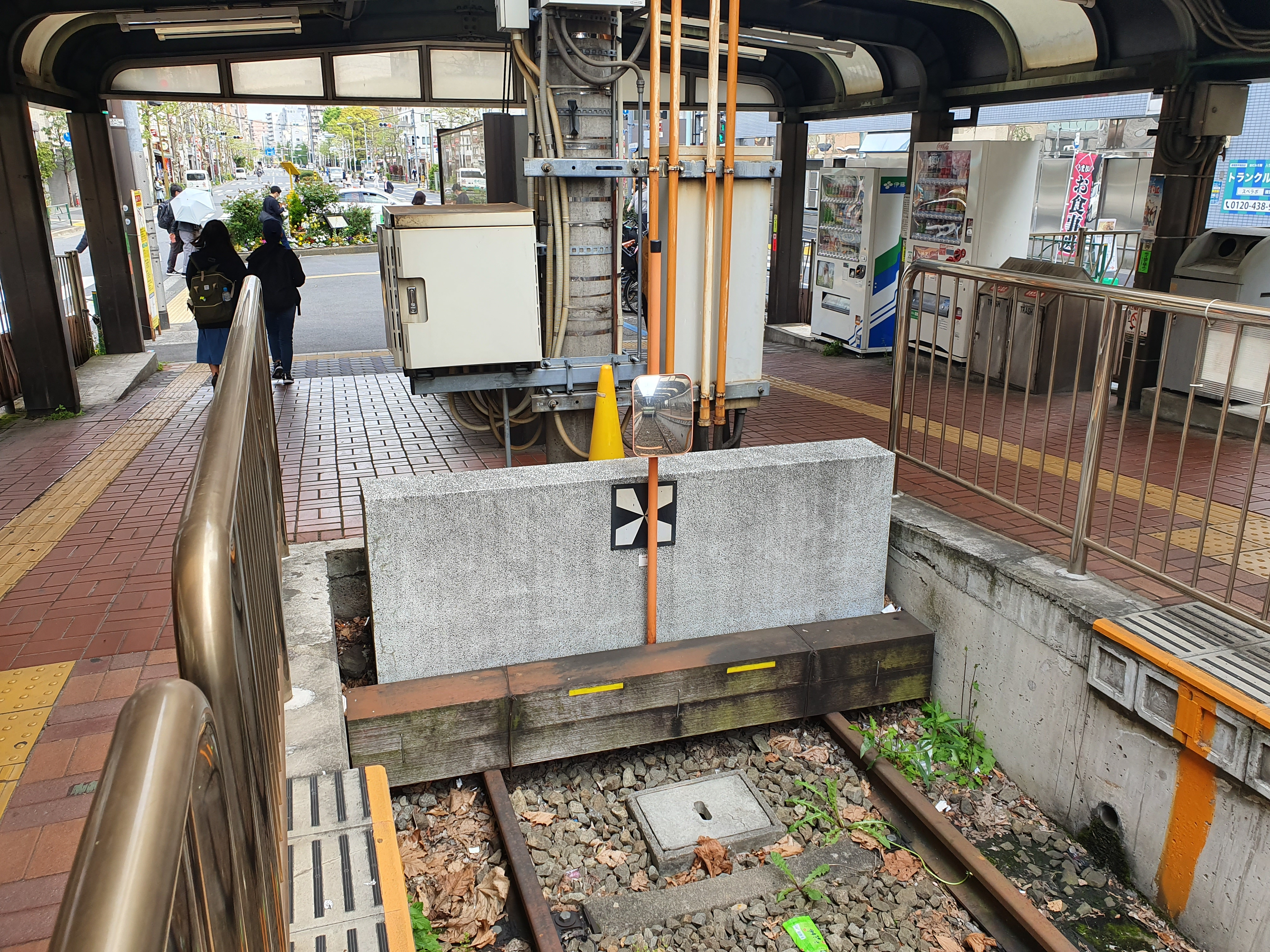
車止め

## 停留場周辺
- 早稲田大学早稲田キャンパス（大学本部、大隈講堂など）
- 日本女子大学目白キャンパス
- 永青文庫
- 肥後細川庭園
- リーガロイヤルホテル東京
- ホテル椿山荘東京
- 甘泉園公園
- 都営バス早稲田営業所 - 荒川線の定期券販売や時刻表の配布も行っている。
- 目白台1丁目（目白御殿（角栄邸））
- 和敬塾
- 文京区立目白台運動公園

## バス路線
新目白通り上の都営バス早稲田営業所付近に「グランド坂下」「早稲田」の2停留所が設置されている。また、南西の環状4号線上にある「甘泉園公園前」も近い。
| のりば       | 系統・行先                                                                                | 備考                 |
| グランド坂下 | グランド坂下                                                                              | グランド坂下         |
| ------------ | ----------------------------------------------------------------------------------------- | -------------------- |
| 1            | - 飯64：九段下（循環） - 上69：上野公園（循環）                                           |                      |
| 早稲田       |                                                                                           |                      |
| 2            | - 早77：新宿駅西口 - 池86出入：渋谷駅東口（循環） / 池袋駅東口                            | 「池86出入」は本数少 |
| 3            | 飯64・上69：小滝橋車庫前                                                                  |                      |
| 4            | - 上58：上野松坂屋前 - 飯64：九段下（循環） - 上69：上野公園（循環）                      |                      |
| 甘泉園公園前 |                                                                                           |                      |
| 13           | - 飯64：九段下（循環） - 上69：上野公園（循環）                                           |                      |
| 14           | - 飯64・上69：小滝橋車庫前 - 早77：新宿駅西口 - 池86出入：渋谷駅東口（循環） / 池袋駅東口 | 「池86出入」は本数少 |

5 - 7番のりばは「早大正門」停留所に、8 - 12番のりばは「馬場下町」停留所（東西線早稲田駅付近）に付番されている。

## 隣の停留場
東京都交通局
 都電荒川線（東京さくらトラム）
面影橋停留場 (SA 29) - 早稲田停留場 (SA 30)